# Llenguatge no sexista

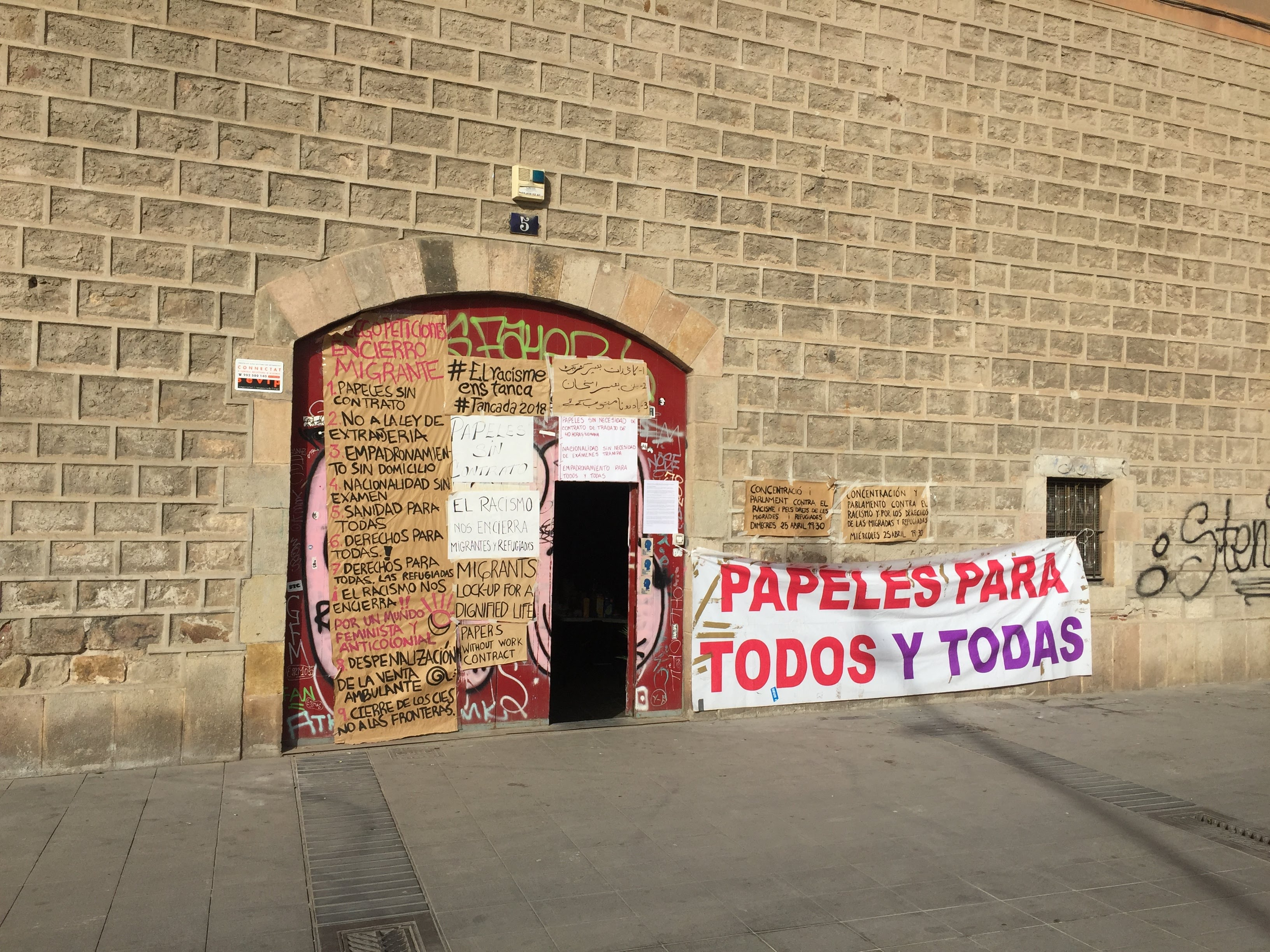
Cartell demanant "Papers per a tots i totes" en una tancada de persones immigrades i refugiades el 2018 a Barcelona

El llenguatge no sexista, llenguatge inclusiu o bé llenguatge de gènere és un llenguatge que evita el biaix cap a un sexe o gènere social determinat. En català s'esmenta l'ús de substantius que no són específics de gènere per referir-se a rols o professions, així com evitar els pronoms "ell", "ells" i "els seus" per referir-se a persones de gènere desconegut o indeterminat. També s'acostumen a utilitzar noms genèrics com "persones" o "gent".
El llenguatge no sexista generalment neix de la confusió entre el gènere gramatical i el sexe de les persones i comprèn una sèrie de disciplines que investiguen els efectes del sexisme i l'androcentrisme en el llenguatge. L'estudi del llenguatge sexista és paral·lel al del llenguatge no sexista i cau dins l'àmbit de la filosofia, la sociologia del llenguatge, l'antropologia lingüística, la sociolingüística o l'etnografia de la comunicació.
El llenguatge no sexista es contraposa als usos androcèntrics del llenguatge, que són els que tendeixen a invisibilitzar o amagar la presència o actuació de les dones; als usos sexistes, els que menystenen o desvaloren un dels dos sexes. Cal destacar, en tot cas, que la llengua en si no és sexista, sinó l'ús que se'n fa.

## Recursos
Els recursos més importants de llenguatge no sexista se sintetitzen en tres blocs: formes genèriques, formes dobles i formes concretes.

### Formes genèriques
Les formes genèriques són un recurs inclusiu, és a dir, que inclou tots dos sexes. Aquest recurs té l'avantatge que permet evitar les marques de gènere gramatical en la redacció de textos administratius i, per tant, l'especificació de sexe. Per exemple: 
- es poden utilitzar mots col·lectius, del tipus personal, cos, plantilla, etc.: el cos d'auxiliars tècnics en comptes dels auxiliars tècnics; la comunitat científica en comptes dels científics;
- a l'hora d'esmentar professions, titulacions i càrrecs, es pot anomenar l'organisme en comptes de la persona: el ministeri fiscal en comptes dels fiscals;
- es poden utilitzar els mots persona i part: les persones encarregades de la vigilància en comptes de els encarregats de la vigilància; la part contractant en comptes de els contractants;
- es poden utilitzar expressions que no tinguin un referent personal, com per exemple el tractament de vós: Us avisarem si queden places lliures en comptes de Els/les avisarem si queden places lliures.
- Exemples:

| En lloc de...    | Fóra millor utilitzar...        |
| ---------------- | ------------------------------- |
| els beneficiaris | les persones beneficiàries      |
| l'interessat     | les persones interessades       |
| els afectats     | les persones afectades          |
| tots             | tothom                          |
| els alumnes      | l'alumnat                       |
| els professors   | el professorat                  |
| els treballadors | el personal                     |
| els homes        | les persones, els éssers humans |

### Formes dobles
Les formes dobles són un recurs visibilitzador que consisteix a repetir els noms i/o els adjectius en tots dos gèneres gramaticals. Aquest recurs permet fer visibles les dones en les referències genèriques a professions, oficis, càrrecs o funcions. Per exemple: 
Hem enviat un missatge informatiu als funcionaris i funcionàries del Departament de Cultura. Aquest missatge s'adreça a l'enginyer o enginyera que s'encarrega del projecte.
Cal tenir en compte, però, que s'han de prioritzar recursos que no comporten l'ús de formes dobles i limitar-les als casos en què es vulgui fer visibles les dones. És especialment útil en els textos en els quals no es puguin fer servir formes genèriques o despersonalitzades.

### Formes concretes
Les formes concretes són un recurs visibilitzador que consisteix a adaptar el discurs al gènere que correspon quan un text fa referència a una persona determinada o a un grup de persones del mateix sexe. Per exemple, en una placa d'un despatx, en comptes de "Laia Martí, assessor" escriurem "Laia Martí, assessora". I si ens adrecem a les jugadores d'un equip de futbol femení, per exemple, farem servir la fórmula de salutació "Benvolgudes" i no "Benvolguts".
Pel que fa al masculí plural, atès que té valor genèric i inclou tant homes com dones, es pot fer servir en casos en què resulti estrany o forçat utilitzar un nom genèric o abstracte que s'allunyi del sentit exacte del que es vol dir. Per exemple: 
En aquest projecte tothom s'hi ha d'implicar: alumnes, professors, degans, rectors, administratius, etc. (i no En aquest projecte tothom s'hi ha d'implicar: alumnat, professorat, deganat, rectorat, administració, etc.)
A l'hora d'aplicar recursos per a un ús no sexista del llenguatge, s'ha de tenir en compte el tipus de text, la finalitat i a qui va destinat. L'anàlisi d'aquests factors determinarà el recurs més adequat en cada cas. Cal vetllar per la coherència entesa com el conjunt de solucions adequades en cada cas dins d'un text. Finalment, el text resultant ha de mantenir la genuïnitat, la llegibilitat i la claredat en la comunicació.

### Altres recursos
En alguns casos, és més útil redactar el text d'una altra manera per tal de no caure en un llenguatge sexista però alhora tenir un resultat més natural. Algun exemple en seria: 
| En lloc de...           | Fóra millor utilitzar... |
| ----------------------- | ------------------------ |
| La persona sol·licitant | Qui sol·liciti           |
| Si esteu interessats en | Si teniu interès en      |
| Benvinguts a            | Us donem la benvinguda a |

### Altres recursos: formes no acceptades oficialment
A part dels recursos que les normes lingüístiques actuals permeten, han sorgit noves formes per erradicar el llenguatge sexista. Entre aquestes noves formes, es troba el llenguatge neutre i el femení genèric.
Per una banda, el llenguatge neutre és aquell recurs del llenguatge inclusiu que no fa servir cap marca de gènere, ni masculina ni femenina. D’aquesta manera, segons els defensors d'aquestes formes, tant un home, una dona, com una persona no binària es poden sentir identificats amb les paraules i expressions utilitzades.
El pronom neutre del català és elli en singular i ellis en plural, encara que no és oficial, atès que no apareix en el DIEC (Diccionari de l’Institut d’Estudis Catalans). Aquest pronom ha de tenir una concordança de gènere entre determinants, noms, adjectius i també amb altres pronoms.
Per tal d’aconseguir-la, s'han de fer servir les terminacions -i/-is, a diferència de les flexions masculines ∅/-s i les femenines -a/-es. En els substantius, en els determinants, en els articles i en els pronoms, aquesta norma s'aplica al final de la paraula. Tot i això, la flexió neutra dels pronoms pot ser una mica confusa, perquè s'agafa l’arrel del femení i s'afegeix la terminació del llenguatge neutre.
Un exemple del llenguatge neutre aplicat al català seria “Li treballadori és intel·ligent”. Alguns altres exemples serien:
| MASCULÍ | FEMENÍ | NEUTRE |
| El      | La     | Li     |
| Els     | Les    | Lis    |
| Ell     | Ella   | Elli   |
| Ells    | Elles  | Ellis  |
| Un      | Una    | Uni    |
| Uns     | Unes   | Unis   |

Per altra banda, el femení genèric tracta de fer servir el gènere no marcat en femení. D'aquesta manera, es visibilitza aquesta part de la població, assegurant que la llengua també pertany a les dones. Per tant, es parla en femení tot i que es faci referència a un grup format per homes i dones. 
Un exemple del femení genèric seria Totes les ciutadanes d'Espanya volen que s'acabi la guerra. Seguint les normes actuals del gènere no marcat, aquesta frase faria referència només a les dones, però utilitzant el femení genèric, engloba a tothom (homes i dones). No obstant això, el problema d’aquesta alternativa és que, segons els defensors del llenguatge neutre, invisibilitza les persones no binàries.

## Debat i postures

### Real Academia Española (RAE)[3]
La RAE (Real Academia Española), que és la institució encarregada de la regulació de la llengua castellana, defensa que el llenguatge no és sexista i posa en evidència el fet que han existit, existeixen i existiran missatges sexistes, però aquests no són propietat de la llengua, sinó de l’ús que es fa d’ella. Així doncs, no es corregeixen millorant la gramàtica, sinó erradicant els prejudicis culturals mitjançant l'educació.
A part d’això, a l'informe sobre el llenguatge inclusiu elaborat per aquesta institució, es diu que “encara que intentin descriure i definir el lèxic d’una llengua, els diccionaris són obres redactades per individus, manifestacions de discurs on es poden infiltrar tant opinions i actituds personals com prejudicis ideològics.” A continuació, s'exposen exemples de supressions o correccions que s'han portat a terme al llarg del temps per a erradicar opinions sexistes. Un exemple són la substitució dels termes marcats, com en el cas de herrero. En 2001, el diccionari definia el terme com a “hombre que tiene por oficio labrar”. Amb el pas dels anys, fins al 2014, la societat va evolucionar i cada cop hi havia més dones que es dedicaven a aquesta professió, així que el diccionari va canviar la definició a “persona que tiene por oficio labrar el hierro” per a donar visibilitat a la dona.
Aquest informe sobre el llenguatge inclusiu també inclou un apartat on destaca la importància de la diferenciació entre el gènere gramatical i el gènere semàntic. El primer és aquell destinat a establir relacions de concordança i el segon és el que mostra el sexe. Tots els substantius gaudeixen de gènere gramatical, però no tots tenen gènere semàntic.
A continuació, hi ha un altre punt que tracta del masculí genèric, fent referència a les crítiques que reben els morfemes de gènere: la lenta formació de femenins de professió i el masculí genèric. Es considera que l’ús inclusiu del masculí ha de ser substituït per altres expressions genèriques com seria la ciutadania. Els dos arguments que recolzen aquesta postura són el fet que el masculí genèric ha estat identificat com la supervivència en el llenguatge del domini del patriarcat i l’ocultació de la dona. Tanmateix, la RAE defensa que “el masculí posseeix un valor genèric que neutralitza la diferència entre sexes i un valor específic. El masculí genèric és anterior al masculí específic.” Altrament, afegeix alternatives de l’ús del masculí genèric, sempre que no afectin el sistema lingüístic encara que puguin violentar altres elements discursius o pragmàtics. Algunes d’aquestes solucions són el desdoblament, la substitució de masculins genèrics per col·lectius o epicens, l’eliminació de l’article i la substitució de relatius amb article, entre altres opcions.

### Institut d'Estudis Catalans (IEC)
A Catalunya, la institució lingüística més important és l'Institut d’Estudis Catalans (IEC). L’IEC va ser fundat l’any 1907 per Enric Prat de la Riba i el seu objectiu és ocupar-se de totes les disciplines del coneixement en la cultura catalana, a més d’internacionalitzar-la. El diccionari que elabora s'actualitza dues vegades a l’any, amb les propostes que els lingüistes de l'IEC fan arribar a la Comissió de Lexicografia, qui estudia un llistat de paraules que tenen possibilitat d’entrar al diccionari. La decisió final està en mans de la Secció Filològica.
Així doncs, el 28 de novembre de 2022, el Diccionari de la llengua catalana va créixer amb 21 entrades noves, segons assegurava el diari ARA. Algunes d’aquestes paraules van ser: feminicidi, cis, cisgènere, trans i transidentitat. En primer lloc, feminicidi va incorporar el seu significat de “crim de qui mata deliberadament una dona per raons de gènere, o de qui la indueix al suïcidi a conseqüència de la pressió i la violència exercides sobre ella”. En segon lloc, l’entrada nova del mot cis deriva a cisgènere, que queda definit com una persona “que s'identifica amb el gènere que li fou assignat en néixer d’acord amb el seu aparell reproductor”. Succeeix el mateix amb el cas de trans, que indica que pot venir de transgènere o transsexual. Per acabar, es defineix transidentitat com una “qualitat o condició de transgènere”. A part d’això, van desaparèixer les paraules cisfòbia i heterofòbia. Finalment, es van aplicar una sèrie d’ampliacions del sentit de mots com bruixa, heterosexual i homofòbia. Per una banda, en el cas de bruixa, es va suprimir la definició “dona vella, lletja, dolenta” i es va afegir “dona dolenta, de mala intenció o de conducta sospitosa, dit despectivament”. Per altra banda, a les entrades de les paraules heterosexual i homofòbia es va substituir “els heterosexuals/els homòfobs” per “persones homosexuals/persones homòfobes”.

### Debat proposat per l'Acadèmia Nord-americana de la Llengua Espanyola[4]
L'Acadèmia Nord Americana de la Llengua Espanyola (ANLE) és una de les 23 acadèmies de la llengua espanyola en quatre continents que serveixen a 580 milions de parlants en tot el món. La finalitat de l’Acadèmia és fomentar la unitat, la integritat, el manteniment i la defensa de la llengua espanyola i les lletres hispàniques en els Estats Units, així com reconèixer la seva diversitat i contribuir a les feines de la Real Academia Española (RAE) i altres institucions relacionades amb l’idioma, les lletres i la cultura hispànica.
El 2018, l'agència EFE va publicar un article a favor del llenguatge inclusiu escrit per Gustavo Gac-Artigas, un membre corresponsal de l’ANLE. Aquest fet va tenir com a conseqüència un ampli debat mitjançant correus electrònics entre els integrants de la institució. A més, es va demanar al seu centre d’estudis la realització d’un informe sobre la situació del llenguatge inclusiu entre els parlants d’espanyol a Nord-amèrica i altres països. Aquesta feina va caure en mans de les investigadores Tina Escaja i Natalia Prunes, que van recopilar una sèrie de treballs sobre el llenguatge inclusiu, incloent-hi el pronom elle, al qual es fa referència en dues ocasions. Una de les autores va assegurar que era necessari “qüestionar el posicionament dogmàtic manifestat per la Real Academia Española respecte al llenguatge inclusiu”.
El treball es va presentar el 26 de gener de 2022, tot i que va ser publicat per l’ANLE en 2021, sota el títol Por un lenguaje inclusivo. Estudios y reflexiones sobre estrategias no sexistas en la lengua española. Consta de diverses parts, amb els quals es pot arribar a prendre consciència del problema actual, sigui social o polític, però també a conèixer els avantatges i desavantatges del llenguatge inclusiu.

### Maria Carme Junyent Figuerasi altres lingüistes
Maria Carme Junyent fou una lingüista catalana, professora de lingüística a la Facultat de Filologia de la Universitat de Barcelona i directora del Grup d’Estudi de Llengües Amenaçades. Va publicar una gran quantitat d’obres sobre la llengua, però el seu darrer llibre, titulat Som dones, som lingüistes, som moltes i diem prou., reuneix un grup de lingüistes que formen part de l’ensenyament, la traducció, la correcció i l’administració, que analitzen l’ús del llenguatge no sexista i proposen alternatives que responguin als canvis socials.
Segons afirmava aquesta experta lingüista en una entrevista del diari ARA, “el gran problema de la llengua inclusiva és que, en realitat, discrimina. Quan parlem de ciutadanes i ciutadans, les ciutadanes queden excloses del conjunt de ciutadans”. Afegeix que, actualment, les nenes s'autoexclouen a causa del desdoblament lingüístic. A més, assegura que el llenguatge inclusiu fomenta el binarisme i això invisibilitza encara més les persones que no s'identifiquen ni com a dona ni com a home.
El llibre publicat amb diverses dones lingüistes té per a objectiu denunciar l’existència dels textos incoherents i confusos a causa dels canvis que gran part de la població vol adherir a la llengua. Per exemple, Maria Teresa Cabré, presidenta de l'Institut d’Estudis Catalans i col·laboradora en el llibre, assegura que“els canvis gramaticals, però, que es volen imposar al marge de l’ús social en ús, tot i ser recursos legitimats per una militància activa, posen traves a una comunicació fluida”. En conjunt, totes elles coincideixen en el fet que el llenguatge pot ser inclusiu o no, però això no es deu al gènere sinó al context i a l’ús de la llengua. També defensen que existeix una clara diferència entre el gènere gramatical i el sexe. Només entre un 15 i un 20% de les llengües del món tenen gènere gramatical, mentre que el sexisme està present en totes les societats. Finalment, conclouen que, malgrat l’existència de llengües sense gènere, les comunitats que parlen aquestes llengües no són menys masclistes.

### Organització de les Nacions Unides (ONU)
L'Organització de les Nacions Unides (ONU) és una organització intergovernamental mundial que té per objectiu mantenir la pau i garantir la seguretat dels països partint dels principis d’igualtat, de la mateixa manera que respectant els drets humans, entre altres finalitats. Tot i no ser una institució lingüística, s'ha cregut necessari incloure-la en aquest treball perquè juga un paper rellevant en la societat. A més, ha elaborat una guia anomenada Estrategia para todo el sistema de las Naciones Unidas sobre la paridad de género perquè dins de l’organització es treballi en un entorn igualitari. Asseguren també que aniran revisant i adaptant-se als canvis lingüístics que es vagin incorporant.
A part d’això, dediquen també una especial atenció al llenguatge inclusiu i l’ONU es posiciona davant aquesta qüestió defensant que el llenguatge és clau per determinar les actituds culturals i socials. Així doncs, assegura que “utilitzar un llenguatge inclusiu quant al gènere és una forma summament important de promoure la igualtat de gènere i combatre els prejudicis de gènere”.
Per acabar, han elaborat un apartat titulat Orientaciones para el empleo de un lenguaje inclusivo en cuanto al género en español, on s'explica el funcionament genèric del castellà i es fa aclariments necessaris com la diferència entre el gènere gramatical i el gènere sociocultural. També es poden trobar estratègies amb la finalitat, per exemple, d’evitar expressions discriminatòries. A continuació, hi ha l’oportunitat d’accedir a Actividades y recursos, que permeten aplicar allò que s'ha detallat anteriorment.